# B.U.G. Mafia prezintă CASA
B.U.G. Mafia prezintă CASA este al 8-lea album al trupei B.U.G. Mafia, lansat la data de 20 februarie 2002, la casa de discuri Casa Productions / Cat Music / Media Services. 
Compilația “B.U.G. Mafia prezintă CASA” este lansată în clubul Dumars și se dorește a fi o prezentare a tuturor artiștilor semnați. În videoclipul piesei “Cine e cu noi” (Piesa de promovare a compilației) apar Leonard Doroftei și Marius Lăcătuș, care sunt de fapt menționați și în versuri. Pe refrenul piesei își dă concursul Nico. Și această piesă devine hit. La Premiile Industriei Muzicale 2002 câștigă premiul “cel mai bun proiect rap” cu “Poezie de stradă”. Vânzările trupei B.U.G. Mafia urcă din nou, compilația vânzându-se în 100.000 de exemplare.
Membrii trupei în acea vreme erau: Caddy (Caddillac), Tataee și Uzzi.

## Ordinea pieselor[5]
| Nr.             | Titlu                                                          | Autor(i)                                                          | Text                                           | Lungime |  |
| 1.              | „Intro”                                                        | Tataee                                                            |                                                | 1:32    |  |
| 2.              | „XXL & 10 Grei - E vorba de bani (Remix)”                      | Grasu XXL și Paco 10 Grei                                         | Grasu XXL și Paco 10 Grei                      | 4:28    |  |
| 3.              | „ViLLy - O altă zi”                                            | ViLLy                                                             | Grasu XXL și Tataee                            | 3:56    |  |
| 4.              | „Toți borfași”                                                 | Uzzi, Caddy și Tataee                                             | Uzzi, Caddy și Tataee                          | 5:16    |  |
| 5.              | „Co-G - În casă (Interlude)”                                   | Co-G                                                              | Co-G                                           | 1:15    |  |
| 6.              | „Anturaj - Adevătul costă scump”                               | Gabone și Mario                                                   | Mario și Tataee                                | 4:42    |  |
| 7.              | „M&G - Zi-mi de unde ești”                                     | Mary și Co-G                                                      | Mary, Co-G, Tataee și Uzzi                     | 4:26    |  |
| 8.              | „Cine e cu noi” (Feat. Nico)                                   | Uzzi, Caddy, Tataee și Nico                                       | Uzzi, Caddy și Tataee                          | 4:17    |  |
| 9.              | „Caddy - Îngeri pierduți” (Feat. Grasu XXL și Mario)           | Grasu XXL, Caddy și Mario                                         | Caddy și Grasu XXL                             | 5:03    |  |
| 10.             | „ViLLy - Prietena ta” (Feat. Paco 10 Grei)                     | ViLLy și Paco 10 Grei                                             | ViLLy, Paco 10 Grei și Tataee                  | 3:17    |  |
| 11.             | „Luchian - La furat (Toată viața mea)”                         | Luchian și Uzzi                                                   | Uzzi                                           | 3:35    |  |
| 12.             | „Mahsat - O vorbă de pe stradă” (Feat. XXL & 10 Grei și ViLLy) | Blatjargon, Maximilian, Houdini, Paco 10 Grei, Grasu XXL și ViLLy | Blatjargon, Maximilian, Paco 10 Grei și Tataee | 4:33    |  |
| 13.             | „Outro”                                                        | Tataee și Uzzi                                                    | Uzzi, Tataee și Caddy                          | 3:25    |  |
| Lungime totală: | Lungime totală:                                                | Lungime totală:                                                   | Lungime totală:                                | 49:45   |  |